# Silvia Lladró Fernández
Silvia Lladró Fernández (Barcelona, 19 de noviembre de 1985) es una exjugadora de balonmano playa, campeona del Mundo en 2016.

## Trayectoria
Casi toda su carrera balonmanista la ha desarrollado con el Esportiu Castelldefels. Siendo aún miembro del segundo equipo, tras el ascenso en la 2004/05 del club a la División de Honor, Silvia participó en 3 encuentros de aquella temporada.Ya guardameta del equipo senior, ascendió con el equipo catalán a la División de Honor, participando en la temporada 2012/13 y siguientes en la máxima competición española.
Silvia debutó con las Guerreras de Arena en el Campeonato del Mundo de 2016, en la que se proclamó campeona del Mundo. En 2017 volvió a competir con el combinado nacional en el Europeo de Zagreb, donde la selección española consiguió la medalla de bronce, terminando sus apariciones con el equipo español en la Champions Cup del 2017 en Polonia, ganando el partido por el tercer puesto ante Noruega por 2 a 1.
Tras su última aparición internacional ha sido llamada varias veces por los seleccionadores nacionales para las concentraciones previas, pero no ha vuelto a disputar un encuentro con el equipo español.
Tras la temporada de playa de 2017, fue fichada por Montse Puche para el balonmano bera bera para suplir la baja de Maite Zugarrondo y compartir portería con Merche Castellanos.Con el conjunto vasco estuvo 12 semanas de intensa competición en la División de Honor y llegó a debutar en la EHF European Cup de esa temporada, luciendo el dorsal número 1 y anotándose el título de campeona de liga.
En la temporada de playa del 2016 ya jugó algún partido con el CBP Algeciras pero, en 2017, fichó para las "gatas" (que después se volvieron a Almería), para jugar las EBT Finals de esa temporada, torneo que acabaron ganando.En 2021 volvió a alzarse con el oro, ya con el Cats AM Team Almería, de las EBT Finals (el Campeonato de Europa de clubes). Además se ha subido al podium en cuatro ocasiones más: plata en 2023 y bronce en 2018 y 2022. Con el conjunto andaluz ha conseguido alzarse con el Campeonato de España 7 ediciones consecutivas.
En 2020 fue anunciada como delegada de la selección absoluta de balonmano playa española, cargo que ha ostentado desde entonces y ratificado por última vez en 2024.

## Títulos

### Selección española
- 1 x Medalla de oro en el Campeonato del Mundo (2016)
- 1 x Medalla de bronce en el Campeonato de Europa (2017)
- 1 x Medalla de bronce en la Champions Cup (Juegos Mundiales del 2017)[16]

### Balonmano playa
- 3 x EBT Finals (2017, 2021, 2025)[17][18][19][20]
- 1 x Champions Cup (2017)[17][21]
- 7 x Campeonato de España (2017, 2018, 2019, 2021, 2022, 2023, 2024).
- 2 x Copa de España (2021, 2022)

### Balonmano
- 1 x Liga Española (2017/18)[22]

### Galardones individuales
- All Star Team (2022)[23]
- Deportista del año de Castelldefels (2016)[24]
- Beca Semtsi (2016)[25]